# USS Hershel "Woody" Williams
USS Hershel «Woody» Williams (ESB-4), anteriormente USNS Hershel «Woody» Williams (T-ESB-4), es una base móvil expedicionaria (ESB, por sus siglas en inglés) de la clase Lewis B. Puller, actualmente en servicio en la Armada de los Estados Unidos. 
El barco recibió su nombre en honor a Hershel W. «Woody» Williams en un anuncio del entonces Secretario de la Armada Ray Mabus, el 14 de enero de 2016. Williams fue un infante de marina que recibió la Medalla de Honor en la batalla de Iwo Jima, durante la Segunda Guerra Mundial.
El buque también es una subvariante de muelle de transferencia expedicionaria (ESD, por sus siglas en inglés) de la clase Montford Point. Los ESD son operados por el Mando Militar de Transporte Marítimo de la Armada estadounidense con tripulaciones predominantemente civiles, mientras que los ESB, debido a la naturaleza de sus operaciones, han sido encomendados y comandados directamente por la Armada de los Estados Unidos.
El contrato de 498 millones de dólares para el buque, entonces sin nombre, se adjudicó a la National Steel and Shipbuilding Company (NASSCO), una división de General Dynamics, en diciembre de 2014. Su quilla se colocó el 2 de agosto de 2016,y estaba previsto que estuviera terminada a principios de 2018. El barco fue botado el 21 de octubre de 2017 en NASSCO, San Diego. Fue entregado al Mando Militar de Transporte Marítimo el 22 de febrero de 2018  y puesto en servicio ese mismo día. 
El buque fue bautizado por la Armada en Norfolk, Virginia, el 7 de marzo de 2020. Hershel W. Williams estuvo presente en la ceremonia de puesta en servicio del barco.Desde 2020 está desplegado en la Base Naval de la Bahía de Souda en el mar Mediterráneo.
Está previsto que el Hershel «Woody» Williams sea el primer buque de la Armada estadounidense, además de los buques de combate litoral, en desplegar los UCAV de ala giratoria Northrop Grumman MQ-8 Fire Scout.
El Hershel «Woody» Williams visitó Ciudad del Cabo en febrero de 2021, formando parte de la Sexta Flota de Estados Unidos, y nuevamente en agosto de 2022.
El 28 de febrero de 2023, el Hershel «Woody» Williams llegó a Mersin, Turquía, para entregar suministros de socorro a los afectados por el terremoto de Turquía y Siria de 2023.
El 10 de mayo de 2024, el Hershel «Woody» Williams sufrió una varada «suave» después de zarpar del puerto de Gabón, África.
El 3 de junio de 2024, el buque realizó su primera visita al puerto de Málaga para cumplimentar una escala de descanso.